# Andrzej Turski
Andrzej Turski (ur. 25 stycznia 1943 w Warszawie, zm. 31 grudnia 2013 tamże) – polski dziennikarz telewizyjny, radiowy, polonista i muzyk.
Redaktor naczelny Programu III Polskiego Radia (w latach 1982–1983), Programu I Polskiego Radia (1983–1987), i TVP1 (1987–1990). W 1991 został zastępcą redaktora naczelnego Telewizyjnej Agencji Informacyjnej. Współautor radiowych i telewizyjnych programów informacyjnych i publicystycznych, m.in. „Radiokuriera” (1971), „Sygnałów dnia” (1973), „Zapraszamy do Trójki” (1982), „Teleexpressu” (1986), „7 dni świat” (1989). Mistrz Mowy Polskiej.

## Życiorys
Wiosną 1963 roku został gitarzystą zespołu muzycznego Chochoły, który po jego odejściu przekształcił się w Akwarele. Później był członkiem grup Pesymiści i Czterech.
Studiował na Uniwersytecie Warszawskim; w 1967 ukończył filologię polską, a w 1969 studium dziennikarskie. W latach 1974–1990 był członkiem Polskiej Zjednoczonej Partii Robotniczej.
Od 1968 pracował w Redakcji Młodzieżowej Polskiego Radia, w latach 1975–1980 był kierownikiem, a 1980–1982 redaktorem naczelnym tej redakcji. Następnie pełnił funkcję redaktora naczelnego Programu III (1982–1983) i dyrektora-redaktora naczelnego Programu I (1983–1987) Polskiego Radia. Był współautorem audycji radiowych: Radiokurier, Sygnały dnia, W samo południe, Życie na gorąco.
W sierpniu 1987 przeszedł do pracy w Telewizji Polskiej na stanowisko dyrektora i redaktora naczelnego TVP1; od 1991 był wiceszefem TAI. Wspólnie z Józefem Węgrzynem był jednym z inicjatorów Teleexpressu (1986). W latach 1989–2007 prowadził autorski program publicystyczny 7 dni świat, emitowany niegdyś w TVP1, TVP2, a później w TVP3. W latach 2002–2013 był także jednym z prowadzących główne wydanie telewizyjnej Panoramy w TVP2, a od marca 2009 prowadził weekendowe wydania programu. Od września 2013 prowadził także reaktywowany 7 dni świat w TVP Info. Z powodu choroby dziennikarza program w grudniu 2013 prowadził Piotr Górecki oraz zapowiedziano zniesienie audycji w styczniu 2014.
W 2006 zachorował na chłoniaka. W 2009 nastąpił nawrót choroby, jednak dzięki zdiagnozowaniu jej we wczesnym stadium został wyleczony. Od 2012 zmagał się z cukrzycą. 30 listopada 2013 roku podczas wydania Panoramy doznał ataku hipoglikemii. 5 grudnia 2013 doznał zawału serca i znajdował się w stanie śpiączki farmakologicznej. Zmarł 31 grudnia 2013 w wieku 70 lat. 7 stycznia 2014 został pochowany w rodzinnym grobie na cmentarzu w Słomczynie k. Warszawy.

## Życie prywatne
31 grudnia 1970 ożenił się z Zofią Pietraszak, która 26 maja 2010 zmarła na raka jelita grubego. Ich córką jest Urszula, dziennikarka i prezenterka telewizyjna.

## Odznaczenia, wyróżnienie, upamiętnienie
- Krzyż Oficerski Orderu Odrodzenia Polski (2000)[18][19]
- Krzyż Kawalerski Orderu Odrodzenia Polski[20]
- Złoty Krzyż Zasługi[20]
- Złoty medal „Za Zasługi dla Pożarnictwa” (2011)[21]

W 2005 roku zdobył tytuł Mistrza Mowy Polskiej w piątej edycji plebiscytu. Laureat Wiktora (2003 i 2005) i Super Wiktora (2006). W 2014 roku pośmiertnie został nagrodzony Platynową Telekamerą za całokształt pracy oraz w kategorii prezenter informacji.
27 stycznia 2014 został patronem studia emisyjnego radiowej Trójki.